# Puchar Beskidów 1963
Puchar Beskidów 1963 – szósta edycja tego pucharu została rozegrana na dwóch obiektach w Polsce w dniach 18-20 stycznia 1963 roku. Pierwszy konkurs odbył się w Wiśle, a drugi w Szczyrku. Cały turniej wygrał reprezentant Czechosłowak Dalibor Motejlek przed reprezentantami Polski Antonim Łaciakiem i Stanisławem Polokiem.

## Terminarz
Na podstawie danych 
| Lp | Data             | Miejscowość | Skocznia | Uwagi | 1. miejsce       | 2. miejsce    | 3. miejsce    |
| -- | ---------------- | ----------- | -------- | ----- | ---------------- | ------------- | ------------- |
| 1. | 18 stycznia 1963 | Wisła       | Malinka  | –     | Dalibor Motejlek | Antoni Łaciak | Gustaw Bujok  |
| 2. | 20 stycznia 1963 | Szczyrk     | Skalite  | –     | Dalibor Motejlek | Ryszard Witke | Antoni Łaciak |

### Klasyfikacja generalna
| Miejsce | Zawodnik         | Punkty |
| ------- | ---------------- | ------ |
| 1.      | Dalibor Motejlek | 454,5  |
| 2.      | Antoni Łaciak    | 451,3  |
| 3.      | Stanisław Polok  | 437,7  |
| 4.      | Ryszard Witke    | 437,4  |
| 5.      | Gustaw Bujok     | –      |
| 6.      | –                | –      |
| 7.      | Zbyněk Hubač     | 422,2  |
| 8.      | Rudolf Doubek    | 419,3  |
| 9.      | –                | –      |
| 10.     | Jiří Raška       | 417,3  |
| 11.     | –                | –      |
| 12.     | Ladislav Divila  | 411,5  |